# 大自然 (お笑いコンビ)
大自然（だいしぜん）は、吉本興業東京本部に所属する日本のお笑いコンビ。2015年7月7日結成。

## メンバー
しんちゃん（1987年8月14日 - ）（37歳）
ボケ担当、立ち位置は向かって左。
- 大阪府八尾市出身。本名は、白井 伸大（しらい のぶひろ）。旧芸名については「#概要」を参照。
- 身長172 cm、体重110 kg。血液型A型。
- 趣味は、アニメ鑑賞、ウォーキング、筋トレ、川を見つめること、久石譲の曲を聴くこと。
- 特技は、ブレイクダンス、サッカー、料理、小道具製作。
- 大阪府立山本高等学校卒業、四天王寺大学中退。
- NSC大阪校32期生。2010年から2013年までは、高校の同級生である高道大輔とのコンビ「中張又張」として、2014年から2015年までは元「木星」の三久保、元「メロウモロウ」の中村直哉とともにトリオ「トリプルスペイン」として活動していた。「中張又張」時代の相方であった高道は、警察官に転職。
- 2億人に1人しか罹患しない水アレルギーに似た症状が出たが、アレルギー検査をしたところ、カビアレルギーだと判明した。

ロジャー（1987年8月21日 - ）（37歳）
ツッコミ担当、立ち位置は向かって右。
- 沖縄県浦添市出身（出生はアメリカ合衆国カリフォルニア州ロサンゼルス）。本名は、里 Rogger 龍之介（さと ロジャー りょうのすけ）。旧芸名については「#概要」を参照。
- 身長170 cm、体重80 kg。血液型O型。
- 趣味は、ウクレレ、サッカー、サフーンゲーム。
- 特技は、大塚明夫のものまね。
- 過去には奥平喬之とのコンビ「キングタコス｣、東方亮憲とのコンビ「ジャズタイム」で活動。養成所へは通っていない為、NSC大阪校32期と同期扱いとされている。
- 父は沖縄の米軍基地の元憲兵であり、カブトムシとクワガタムシのギネスブリーダーでもある。
- 三兄弟の長男であり、次男は陸上自衛隊、三男は沖縄県警に勤務している。
- 元々は絵本の朗読家になりたいと思い、大阪に移住したが、吉本興業所属の芸人になっていた地元の先輩に声をかけられたことをきっかけに芸人になった。
- 上京後は徳井義実（チュートリアル）や小沢一敬（スピードワゴン）の暮らす家に転がり込む形で生活していたが、2020年に引越しをして、2024年現在は一人暮らしをしている。

## 概要
互いにピン芸人として活動していたときに、｢パワーのある人と組みたい」と思っていたロジャーがしんちゃんに声をかけコンビを結成する。
コンビ名は、しんちゃんのピン芸人時代の芸名「大自然白井」に由来する。元々「大自然」は地元のブレイクダンスチームの名前であり、チームを決める際に周りの横文字だらけのチームと違いを出したくて「大自然ってどう？」と提案したところ他のメンバーが笑ってくれて採用されたことから。ロジャーは同じ名前のコンビが浅井企画にいたことにより反対していたが、しんちゃんは大自然の名にこだわりがあったため押し通した。他のコンビ名候補には「ソフトクリーム屋さん」や「バトルミート」があった。
当初は大阪を中心に活動していたが、2018年4月に東京へ進出し、以降はヨシモト∞ホールにて活動。
2019年2月16日に行われた単独ライブ「守るのも、汚すのも人間」で、のぶひろがしんちゃんからのぶひろへの個人名の改名を発表した。同年同月に、ロジャーも里からロジャーに改名。しかし2020年、自身のYouTubeチャンネルに投稿した「焚火ラジオ」の中で、｢芸名を『のぶひろ』に変えたものの、あまり浸透しなかった」ことなどを理由に、芸名を「しんちゃん」に戻すと発表。

## 芸風
主に漫才。間合いをたっぷりとったスローテンポが特徴。しんちゃんがハスキーボイスでボケて、ロジャーがよく響く低音で優しく諭すようにツッコむというパターンが中心で、｢優しい漫才」｢癒し系」と称されることがたびたびある。ロジャー曰く「沖縄にはツッコミという文化がない」という。多くのネタでしんちゃん自身が人間ではなく動物や物（タヌキ、サケ、カレーなど）だったという設定に展開していく。
ネタ作りはしんちゃんが原案を書き、2人で合わせながら制作する。

## 出囃子
- 久石譲「ピッコロの女たち」（映画『紅の豚』より）

## 賞レースの結果

### コンビ
| 年度             | 結果         | 順位                    | エントリー No.    | 会場             | 日程     |
| ---------------- | ------------ | ----------------------- | ----------------- | ---------------- | -------- |
| 2015年（第11回） | 3回戦進出    |                         | 74                | よしもと漫才劇場 | 10月27日 |
| 2016年（第12回） | 準決勝進出   | 予選25位 敗者復活戦13位 | 1510              | よみうりホール   | 11月19日 |
| 2017年（第13回） | 準決勝進出   | 予選13位 敗者復活戦12位 | 2830              | NEW PIER HALL    | 11月15日 |
| 2018年（第14回） | 準々決勝進出 |                         | 3979              | NEW PIER HALL    | 11月6日  |
| 2019年（第15回） | 準々決勝進出 | 1384                    | 11月19日          | NEW PIER HALL    |          |
| 2020年（第16回） | 準々決勝進出 | 726                     | 11月17日          | NEW PIER HALL    |          |
| 2021年（第17回） | 準々決勝進出 | 1327                    | ルミネtheよしもと | 11月17日         |          |
| 2022年（第18回） | 準々決勝進出 | 1768                    | ルミネtheよしもと | 11月16日         |          |
| 2023年（第19回） | 3回戦進出    | 2133                    | KANDA SQUARE HALL | 11月8日          |          |
| 2024年（第20回） | 準々決勝進出 | 2092                    | ルミネtheよしもと | 11月22日         |          |

| 年度             | 結果         | 順位   | 会場                     | 日程    |
| ---------------- | ------------ | ------ | ------------------------ | ------- |
| 2016年（第37回） | 決勝進出     | 準優勝 | 朝日放送テレビ Aスタジオ | 7月18日 |
| 2018年（第39回） | 最終予選進出 |        |                          |         |
| 2019年（第40回） | 最終予選進出 |        |                          |         |

| 年度             | 結果         | 会場                                                              | 日程                                                              |
| ---------------- | ------------ | ----------------------------------------------------------------- | ----------------------------------------------------------------- |
| 2018年（第11回） | 準決勝進出   | 赤坂BLITZ                                                         | 9月6日、9月7日                                                    |
| 2019年（第12回） | 準々決勝進出 | きゅりあん小ホール                                                | 8月9日                                                            |
| 2020年（第13回） | 準々決勝進出 | きゅりあん小ホール                                                | 8月15日                                                           |
| 2021年（第14回） | 準々決勝進出 | （8月14日に出場予定だったが、新型コロナウイルス感染症により欠場） | （8月14日に出場予定だったが、新型コロナウイルス感染症により欠場） |
| 2022年（第15回） | 準々決勝進出 | なかのZERO 小ホール                                               | 8月17日                                                           |
| 2023年（第16回） | 準々決勝進出 | 渋谷区文化総合センター大和田さくらホール                          | 8月15日                                                           |
| 2024年（第17回） | 準々決勝進出 | 渋谷区文化総合センター大和田さくらホール                          | 8月14日                                                           |

- 2016年 平成28年度 NHK新人お笑い大賞 - 本戦出場[34]
- 2021年 お笑いバイアスロン2021 - 準優勝[35]
- 2022年 お笑いバイアスロン2022 - 準優勝[36]
- 2025年 寿司合戦（水曜日のダウンタウン）- 優勝

### 個人
しんちゃん
- R-1ぐらんぷり2013 - 2回戦進出 ※中張又張の白井 名義
- R-1ぐらんぷり2015 - 2回戦進出 ※トリプルスペイン白井 名義
- R-1ぐらんぷり2017 - 2回戦進出 ※大自然白井 名義
- R-1ぐらんぷり2019 - 2回戦進出 ※大自然白井 名義
- R-1ぐらんぷり2020 - 3回戦進出 ※大自然のぶひろ 名義
- R-1グランプリ2021 - 2回戦進出 ※大自然しんちゃん 名義
- R-1グランプリ2024 - 2回戦進出（2024年1月16日時点での途中経過）

ロジャー
- R-1ぐらんぷり2017 - 2回戦進出 ※大自然・里 名義
- R-1ぐらんぷり2020 - 2回戦進出 ※大自然ロジャー 名義
- R-1グランプリ2021 - 準々決勝進出 ※大自然ロジャー 名義

## 出演

### テレビ
レギュラー出演
- 新しい波24（2016年12月28日〈27日深夜〉、2017年4月4日〈3日深夜〉 - 9月19日〈18日深夜〉、フジテレビ系列）

不定期出演
- なるみ・岡村の過ぎるTV（2016年8月15日、2018年1月22日、ABCテレビ）
- 内村てらす（2016年10月7日・14日、2017年3月10日、5月16日、日本テレビ系）
- さんまのお笑い向上委員会（2017年10月7日、10月21日、2019年8月31日、9月7日、フジテレビ系列）
- 吉本超合金A（2018年1月7日、1月21日、テレビ大阪） - 1月21日はロジャーのみ
- 千鳥のクセがスゴいネタGP（2020年10月29日、2021年5月27日、2024年6月2日（ロジャーのみ）8月25日、2024年9月29日（ロジャーのみ）、フジテレビ）
- 出身地あるあるを言い合ってたら、いつの間にかLAあるあるが続出！（2022年6月24日 、BSよしもと）
- 有吉の壁（2023年12月6日、2024年2月29日、3月13日、3月27日、4月17日、5月8日、5月15日、6月12日（ロジャーのみ）6月19日、7月10日、7月17日、7月24日、8月28日、10月30日、2025年2月19日、4月2日、5月14日、日本テレビ）
- アメトーーク!（2023年12月14日、2024年2月22日、3月15日（ロジャーのみ）、5月2日、7月11日（ロジャーのみ）、7月25日（ロジャーのみ）2025年4月24日（ロジャーのみ）、7月10日（ロジャーのみ）テレビ朝日）
- テレビ千鳥（2024年3月7日、テレビ朝日）
- ウチナーンチュを好きになりました。（2024年3月23日、琉球朝日放送 ）
- おはスタ（2024年7月17日、2025年4月24日、6月5日、テレビ東京）
- 水曜日のダウンタウン（2024年7月17日、TBS）
- チョコプランナー（2024年8月18日（ロジャーのみ）、テレビ朝日）
- にちようチャップリン（2024年8月31日、テレビ東京）
- ケンミンショー（日本テレビ）
- 千鳥のクセスゴ！（2025年1月12日、3月2日（ロジャーのみ）、フジテレビ）
- 有吉ぃぃeeeee!そうだ!今からお前んチでゲームしない?（2025年1月19日（ロジャーのみ）、テレビ東京）
- 沖縄社交街の歩き方 やっぱり〆はステーキしか勝たん！SP（2025年3月12日（ロジャーのみ）、QAB琉球朝日放送）
- 超町人！チョコレートサムネット（2025年7月6日（ロジャーのみ）、名古屋テレビ放送）

ロジャーがナレーションを担当した番組
- 全国ボロいい宿（2020年2月16日、HBC・TBS）
- デザインあ（2020年9月12日、NHK Eテレ） - 「ぺこるぽこる」
- 開運リフレッシュバラエティ『自転車でイイとこ行ってみよう！』（2022年4月24日 - 、BSよしもと）
- アルコ&ピースのメガホン二郎（2022年7月17日〈16日深夜〉 - 2023年4月2日、テレビ東京） 
- 高見沢俊彦の美味しい音楽 美しいメシ（2023年10月6日 - 、BS朝日）
- 妄想ランキング（2023年12月30日 - 、日本テレビ）
- THE GOAL 一番早くついた人が勝ち （2023年12月30日、東海テレビ）
- 日曜ビッグバラエティ「世界の超メガトン級！働くクルマ大集合　神ワザ大爆発SP！」（2024年1月21日、テレビ東京）
- アンミカのナンイカ?（2024年3月29日、テレビ朝日）
- ナイチン街レトロ（2024年7月7日〈6日深夜〉 - 、テレビ朝日）
- 日本全国！愛すべき逆お国自慢GP（2024年11月8日 - 、フジテレビ）
- 千鳥のクセスゴ！（2025年1月12日、フジテレビ）
- ZIP!ペッコリ妄想移住ファイル（2025年3月4日、日本テレビ）
- ピーチクパーチク探検隊（2025年3月29日、フジテレビ）
- Liella!のちゅーとりえら!!（2025年4月3日、日本テレビ）

### ラジオ
パーソナリティー担当
- 日曜スペシャル こんばんは！大自然です!!（2017年4月9日、ABCラジオ）
- ヤングタウン日曜日（2017年8月27日、9月3日、2018年1月28日、MBSラジオ）

レギュラー出演
- QUOカードPay presents コラボレートニッポン「頑張る若手芸人救済！QUO-1グランプリ！｣（2019年11月4日 - 29日、ニッポン放送）

不定期出演
- マイナビ Laughter Night（2018年8月31日、2019年5月31日、10月25日、2020年1月10日、2020年10月2日、2022年7月15日、TBSラジオ）- 太字は「今週の1番」に選ばれた日

### CM
- 江崎グリコ「パナップ」（2019年）
  - ｢二択問題」篇 - ロジャーのみ（パナッパンダの声）[60][61]
- 映画「ドッグマン」、ロジャーのみ（ドーベルマン・ドアマンの声）

### アニメーション
- 忍ばない!クリプトニンジャ咲耶 （壱期・2023年10月3日 -、弐期・2024年1月9日 -、参期・2025年7月7日 -、TOKYO MX - コンガ 役　ロジャーのみ）[62]

### ショートアニメーション
- 琉球タイムライン 未来少女と古の王（2021年、沖縄県浦添市） - 大親 役、楊載 役[63]

## 単独ライブ
2016年
- 7月17日 - 木の下は毛虫が落ちてくる! 気をつけろ!（zaza house）※初単独
- 10月9日 - ヤシの木はアタクーが落ちてくる! 気をつけろ!（よしもと沖縄花月）

2017年
- 3月17日 - 冬は空が低いから、星を見に行こう。（よしもと漫才劇場）
- 9月10日 - 伸ばした小指の爪が、秋の先っぽに届きそう（ヨシモト∞ホール）

2018年
- 3月26日 - 新しい季節は、いつだって雨が連れてくる（zaza house）
- 10月6日 - 強い人はやさしい（ヨシモト∞ホール）

2019年
- 2月16日 - 守るのも、汚すのも人間（ヨシモト∞ホール）
- 6月3日 - ヤシの木の下で本を読もう（よしもと沖縄花月）

2021年
- 6月6日 - 大人になるな、男になれ。（ヨシモト∞ホール）

2022年
- 5月3日 - 願うと私、強くなる（ヨシモト∞ホール）

2023年
- 6月25日 - 最高の瞬間に悪魔は住んでいる（ヨシモト∞ホール）
- 9月23日 - 他人の祭りで踊るな（ヨシモト∞ホール）

## 合同ライブ
2024年
- 2月16日 - 芋の大喜利割り（ロジャーのみ（MC））（阿佐ヶ谷ロフトＡ）

## 舞台
2023年
- 11月16日 - 劇団前野のシン・500円ミュージカル～LION no YATSU（よしもと幕張イオンモール劇場）[66]
- 11月26日 - 「ゴールデン・タカムイ～金塊争奪ライブ～」（ロジャーのみ）（ルミネtheよしもと）

2024年
- 5月4日 - 劇団ガーリィレコードチャンネル『呪術高井戦〜赤羽事変〜』（ロジャーのみ）（北区赤羽会館）